# Andreas Rehberger

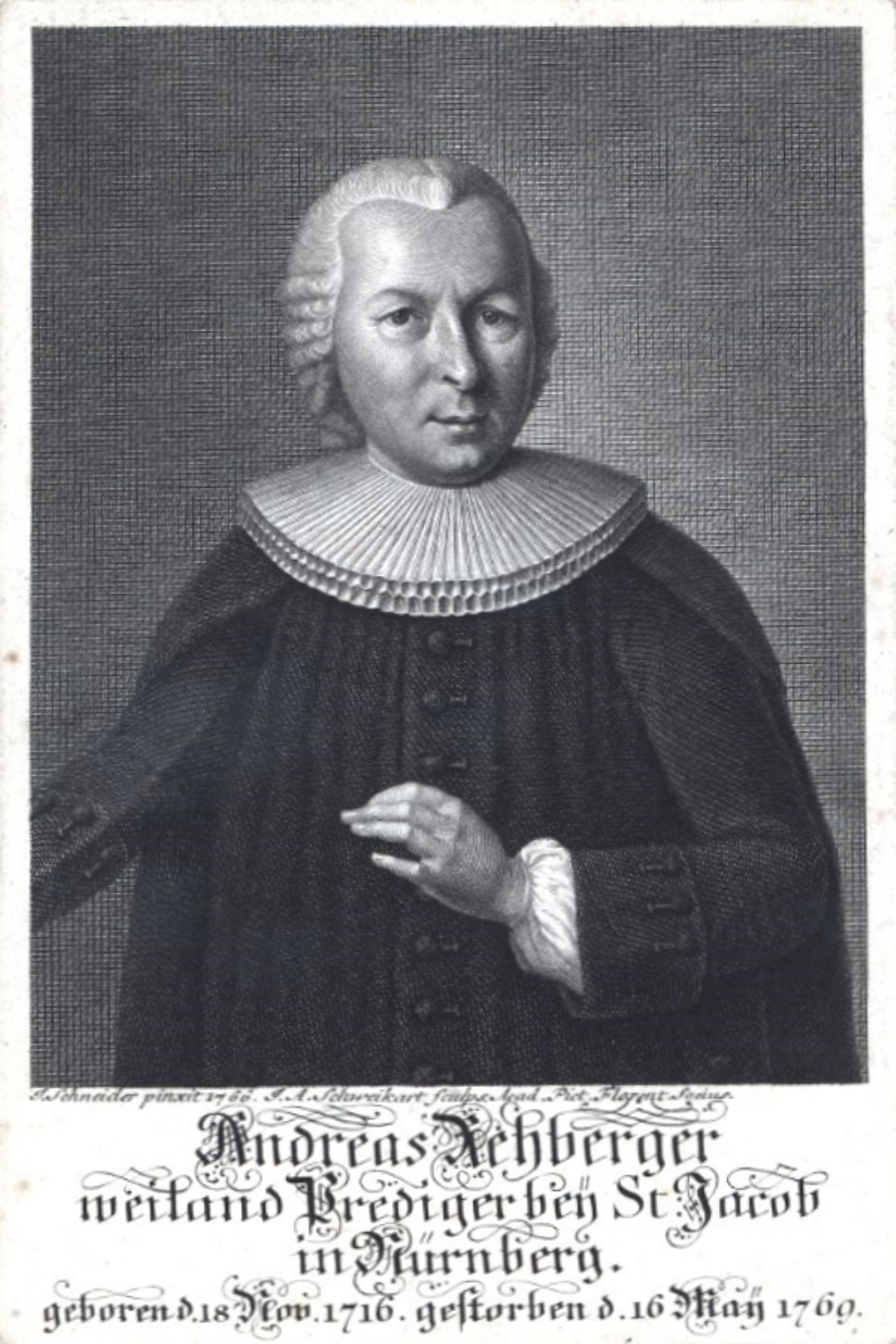
Andreas Rehberger porträtiert von Johann Adam Schweickart (1722–1787)

Andreas Rehberger (* 18. November 1716 in Nürnberg; † 16. Mai 1769 ebenda) war ein deutscher evangelischer Geistlicher und Kirchenlieddichter.

## Leben

### Familie
Andreas Rehberger war der Sohn von Johann Rehberger († 1729), Oberpfarrer an der Nürnberger Kirche St. Sebald, und dessen Ehefrau Eva Rosina. Sie war eine Tochter des Pfarrers Christoph Löhner (* 1660 in Harkau) aus Gräfenberg; ihr Bruder war Christoph Siegmund Löhner (1704–1772), Pfarrer in Poppenreuth.
Er war seit dem 4. August 1762 mit Katharina Juliana (geb. Christian), Witwe des Pfarrers Johannes Balthasar Stark, verheiratet. Gemeinsam hatten sie sechs Kinder, davon überlebten ihn ein Sohn und zwei Töchter sowie die Stieftochter aus der ersten Ehe seiner Frau.

### Ausbildung
Andreas Rehberger besuchte seit 1723 das Egidiengymnasium in Nürnberg und hatte unter anderem bei Johann Siegmund Mörl, Johann Gabriel Doppelmayr und Joachim Negelein Unterricht. Dieser erteilte ihm auch noch privat Rhetorik-Unterricht. An der Schule wurde er auch im Diskantsingen, Klavier spielen und im Generalbass ausgebildet.
Er immatrikulierte sich 1734 an der Universität Altdorf zu einem Theologie- und Philosophiestudium und hörte unter anderem Vorlesungen bei Jakob Wilhelm Feuerlein, Johann Ulrich Tresenreuter, Christian Gottlieb Schwarz und Johann Balthasar Bernhold. Das Studium setzte er 1737, gemeinsam mit seinem Freund Johann Augustin Dietelmair, an der Universität Halle fort und hörte Vorlesungen bei Alexander Gottlieb Baumgarten und dessen Bruder Siegmund Jakob Baumgarten sowie bei Johann Heinrich Michaelis und Johann Georg Knapp.

### Werdegang
Andreas Rehberger war seit 1740 in verschiedenen geistlichen Ämtern in Nürnberg tätig, so unter anderem als Mittagsprediger und ab 1746 als Pfarrer in der Kirche St. Jobst und zuletzt seit dem 28. September 1761 bis zu seinem Tod als Pfarrer an der St.-Jacobi-Kirche.

### Berufliches Wirken
Andreas Rehberger schrieb eine große Anzahl von Kirchenliedern; nach Friedrich Raßmann soll es sich um 131 Lieder gehandelt haben. Mit seinen Liedern wurde er zum Vorläufer der Erweckungsbewegung im Raum Nürnberg.
Die meisten seiner Kirchenlieder wurden in die beiden Liedersammlungen Evangelische Sterbe- und Todespsalmen aufgenommen, die der Nürnberger Buchdrucker Georg Christoph Rümler 1764 herausgab. Verschiedene seiner Lieder wurden auch noch in weitere Gesangbücher aufgenommen, so unter anderem in das Communionbuch für Wahrheit und Frieden des Herzens Suchende von Wilhelm Stern, im Geistlichen Liederschatz von 1840, in das Gesangbuch für evangelische Gemeinden Schlesiens, in das Thüringische Gesang-Buch, in das Christliche Gesangbuch für die evangelischen Gemeinden des Fürstenthums Minden und der Grafschaft Ravensberg und in das Gesangbuch für die evangelisch-lutherische Kirche in Bayern.
1750 gab er die geistliche Liedersammlung von Maria Margaretha Neubauer (1706–1746), Ehefrau des Nürnberger Juristen und Sammlers Lorenz Wilhelm Neubauer (1701–1752), heraus.
Er gab auch 1765 die nach ihm benannte Rehberger-Bibel heraus, die jedoch nur einmal im Druck erschien. In dieser Lutherbibel verzichtete er auf die üblichen Textholzschnitte der Vorläufer, wie z. B. analog jener in der von Johann Michael Dilherr herausgegebenen Dilherr-Bibel. Er ersetzte sie durch vier ganzseitige kunstvolle Kupfertafeln von Johann Justin Preissler, gestochen von Georg Lichtensteger (1700–1781).

## Mitgliedschaften
- 1741 nahm der Pegnesische Blumenorden Andreas Rehberger unter dem Namen Uranio auf.[12]

## Schriften (Auswahl)
- Biblia, Das ist die ganze Heilige Schrift, Altes und Neues Testament, wie solche von Herrn Doctor Martin Luther seel. im Jahr Christi 1522 in unsere teutsche Mutter-Sprache zu übersetzen angefangen und Anno 1534 zu Ende gebracht worden. Nürnberg 1765.
- Nürnbergisches allgemeines Gesang-Buch zum öffentlichen und Privat-Gottesdienst in der Stadt und auf dem Lande. Nürnberg 1778.